# ستيفاني ماكورميك
ستيفاني ماكورميك (بالإنجليزية: Stephanie McCormick)‏ هي مدربة كرة سلة أمريكية، ولدت في عقد 1970 في هاي بوينت في الولايات المتحدة.